# Lou! (serial animowany)
Lou! (2009) – francuski serial animowany wyprodukowany przez M6-Metropole Television i Disney Televisions France. Serial powstał w oparciu o serię komiksową Lou! autorstwa Juliena Neela.

## Opis fabuły
Serial przedstawia codzienne życie 10-letniej Lou i jej problemy. Bohaterka postanawia zdobyć serce swojego ukochanego i znaleźć męża dla swojej mamy.

## Bohaterowie
- Lou – dziesięcioletnia dziewczynka. Ma jasną cerę i blond włosy (wygląd odziedziczyła po ojcu). Od pierwszego odcinka jej największą pasją staje się prowadzenie pamiętnika. Poza tym oddaje się obserwowaniu z dachu swojego bloku  Tristana, chłopaka mieszkającego w budynku naprzeciwko. Ulubioną potrawą Lou jest pizza i gorąca czekolada. Jest miłośniczką zwierząt - w drugim odcinku zaadoptowała kota-przybłędę. Gdy coś pójdzie nie po jej myśli lub coś ją zawstydzi, ukrywa się w postawionym w pokoju matki Kufrze Wstydu.
- Tristan – chłopak, w którym zakochana jest Lou, zna go od czasów przedszkola. Podobnie jak mama Lou, lubi grać w gry wideo. Kolekcjonuje konsole do gier, umie też grać na gitarze.
- Emma – mama Lou. Ma rude włosy, śniadą skórę, długą grzywkę zakrywającą oczy i okulary. Pisze książki, jednak kiedy nikt nie patrzy, gra w gry wideo. W przeciwieństwie do Lou, nie lubi kotów. Przez względy dzieciństwa nie lubi także obchodzić Sylwestra.
- Mina – najlepsza przyjaciółka Lou. Ma ciemnobrązowe włosy i ciemną skórę. Jej rodzice żyją w konflikcie, ciągłym tematem ich rozmów jest rozwód. Ma psa. Mieszka w dużej rezydencji w środku miasta.
- Ryszard – sąsiad Lou zakochany, z wzajemnością, w Emmie. Poznajemy go w czwartym odcinku jako nowego lokatora kamienicy. Jest góralem o jasnej cerze i ciemnych włosach.

## Wersja polska
Opracowanie i udźwiękowienie wersji polskiej:   Studio Sonica

Reżyseria:
- Jerzy Dominik (odc. 1-13),
- Miriam Aleksandrowicz (odc. 14-26)

Dialogi polskie:
- Agnieszka Kudelska (odc. 1-6),
- Agata Podemska (odc. 7-13, 24-26),
- Grzegorz Drojewski (odc. 14-23)

Dźwięk i montaż:   Maciej Sapiński

Organizacja produkcji:
- Agnieszka Kudelska (odc. 1-13, 20-26),
- Dorota Furtak (odc. 14-19)

Lektor:   Jerzy Dominik

Wystąpili:
- Monika Pikuła – Lou
- Klementyna Umer – Mama Lou
- Agnieszka Kudelska – Mina
- Modest Ruciński – Ryszard
- Grzegorz Drojewski – Tristan
- Miłogost Reczek – Gino
- Maciej Kujawski
- Andrzej Gawroński
- Anna Apostolakis
- Tomasz Marzecki
- Krystyna Kozanecka
- Brygida Turowska-Szymczak
- Artur Pontek
- Jakub Szydłowski
- Wojciech Machnicki

i inni

## Spis odcinków
| Premiera       | l.p. | Polski tytuł                    | Oryginalny tytuł                  |
| -------------- | ---- | ------------------------------- | --------------------------------- |
|                |      |                                 |                                   |
| SERIA PIERWSZA |      |                                 |                                   |
|                |      |                                 |                                   |
| 05.09.2009     | 01   | Pamiętnik                       | Journal intime                    |
| 05.09.2009     | 01   | Bezimienny kot                  | Un chat sans nom                  |
|                |      |                                 |                                   |
| 12.09.2009     | 02   | Przewracamy kartkę              | On tourne la page                 |
| 12.09.2009     | 02   | Tęsknota za dzieciństwem        | Baby nostalgie                    |
|                |      |                                 |                                   |
| 19.09.2009     | 03   | Piżama party                    | Ma soirée pyjama                  |
| 19.09.2009     | 03   | Małe porządki                   | Mon petit ménage                  |
|                |      |                                 |                                   |
| 26.09.2009     | 04   | Noc strachów                    | La nuit des chocottes             |
| 26.09.2009     | 04   | Książę z bajki                  | Le prince charmant                |
|                |      |                                 |                                   |
| 03.10.2009     | 05   | Trudny kontakt                  | Faux contact                      |
| 03.10.2009     | 05   | Wszyscy w szeregu               | Tous en ligne                     |
|                |      |                                 |                                   |
| 10.10.2009     | 06   | Strój wieczorowy                | Tenue de soirée                   |
| 10.10.2009     | 06   | Przełamując lody                | Brisons la glace                  |
|                |      |                                 |                                   |
| 17.10.2009     | 07   | Dziękuję ci, deszczyku          | Merci, la pluie                   |
| 17.10.2009     | 07   | Masz wiadomość                  | Vous avez un message              |
|                |      |                                 |                                   |
| 24.10.2009     | 08   | Babcia                          | Mamie bonheur                     |
| 24.10.2009     | 08   | Porażki                         | Perte et fracas                   |
|                |      |                                 |                                   |
| 31.10.2009     | 09   | Chora na mamę                   | Le mal de mère                    |
| 31.10.2009     | 09   | Cicha noc                       | Douce Nuit                        |
|                |      |                                 |                                   |
| 07.11.2009     | 10   | Kłopotliwy poker                | Poker menteur                     |
| 07.11.2009     | 10   | Dobre rozwiązanie               | Bonne résolution                  |
|                |      |                                 |                                   |
| 14.11.2009     | 11   | Pociąg miłości                  | Compartiment Lover                |
| 14.11.2009     | 11   | Ludmiła                         | Ludmilla                          |
|                |      |                                 |                                   |
| 21.11.2009     | 12   | Na stoku                        | En Piste!                         |
| 21.11.2009     | 12   | Na złym stoku                   | Sur la mauvaise pente             |
|                |      |                                 |                                   |
| 28.11.2009     | 13   | Śnieżyca                        | Vous Avez Dit Blizzard ?          |
| 28.11.2009     | 13   | Król szczotki                   | Les Rois Du Balai                 |
|                |      |                                 |                                   |
| 05.12.2009     | 14   | Nie ma przyszłości              | No Futur                          |
| 05.12.2009     | 14   | Z Tobą będzie zupełnie inaczej  | Que La Forme Soit Avec Toi        |
|                |      |                                 |                                   |
| 12.12.2009     | 15   | Włoska kuchnia                  | Cuisine à L’Italienne             |
| 12.12.2009     | 15   | Zabójcze Walentynki             | Mortelle Saint-Valentin           |
|                |      |                                 |                                   |
| 19.12.2009     | 16   | Wszystkiego najlepszego, mamo!  | Bonne Fête Mamans                 |
| 19.12.2009     | 16   | Pod namiotem w dziczy           | Camping Sauvage                   |
|                |      |                                 |                                   |
| 26.12.2009     | 17   | Potworna trema                  | Trac Fatal                        |
| 26.12.2009     | 17   | W fartuszku pani Chiourme       | Dans La Blouse De Madame Chiourme |
|                |      |                                 |                                   |
| 02.01.2010     | 18   | Wizyta u psychologa             | Alerte Au Psy                     |
| 02.01.2010     | 18   | Uwielbiam krokiet               | Passion Croquet                   |
|                |      |                                 |                                   |
| 09.01.2010     | 19   | Gill                            | Gilles                            |
| 09.01.2010     | 19   | Pech                            | Mauvais Œil                       |
|                |      |                                 |                                   |
| 16.01.2010     | 20   | Tajemnice między przyjaciółkami | Petits Secrets Entre Amies        |
| 16.01.2010     | 20   | Czyja to wina?                  | A Qui La Faute ?                  |
|                |      |                                 |                                   |
| 23.01.2010     | 21   | Kochajmy się                    | L’Amour Entre Les Peuples         |
| 23.01.2010     | 21   | Psy i koty                      | Chiens Et Chats                   |
|                |      |                                 |                                   |
| 30.01.2010     | 22   | Sztuka i próby                  | Art Et Essai                      |
| 30.01.2010     | 22   | Skrzynia                        | On Se Fait La Malle               |
|                |      |                                 |                                   |
| 06.02.2010     | 23   | Okropna rola                    | Mauvais Rôles                     |
| 06.02.2010     | 23   | Z ust do ust                    | Bouche à Bouche                   |
|                |      |                                 |                                   |
| 13.02.2010     | 24   | Straszny kocioł                 | Bazar Total                       |
| 13.02.2010     | 24   | Zakochany Gino                  | Gino Amoroso                      |
|                |      |                                 |                                   |
| 20.02.2010     | 25   | Amelia                          | Amélie                            |
| 20.02.2010     | 25   | Awangarda                       | Avant-garde                       |
|                |      |                                 |                                   |
| 27.02.2010     | 26   | Znak                            | Un petit signe                    |
| 27.02.2010     | 26   | Wyjazdy                         | Grands départs                    |
|                |      |                                 |                                   |